# Borehbangle
Borehbangle is een bestuurslaag in het regentschap Tuban van de provincie Oost-Java, Indonesië. Borehbangle telt 1586 inwoners (volkstelling 2010).